# Bryopolia chrysospora
Bryopolia chrysospora är en fjärilsart som beskrevs av Charles Boursin 1954. Bryopolia chrysospora ingår i släktet Bryopolia och familjen nattflyn. Inga underarter finns listade i Catalogue of Life.